# Marcia Furnilla
Marcia Furnilla (in latino Marcia Furnilla; I secolo – post 65) è stata una nobildonna romana, seconda moglie dell'imperatore Tito, all'epoca ancora generale.

## Origini familiari
Furnilla veniva da un'illustre e nobile famiglia. La gens Marcia era di stato plebeo, ma vantava tra i suoi antenati il Re Anco Marzio. Furnilla era figlia del senatore Quinto Marcio Barea Sura o di suo fratello Quinto Marcio Barea Sorano e Antonia Furnilla. Sua sorella (o cugina) era Marcia (figlia di Marcio Barea Sura), la madre di Ulpia Marciana e dell'imperatore Traiano. Sua cugina (o sorella) era la nobildonna Marcia Servilia Sorana (figlia di Marcio Sorano). Furnilla era quindi un ottimo partito, poiché proveniva sia da parte di madre che di padre da famiglie di rango consolare.

## Biografia
Furnilla crebbe a Roma e nel 63 sposò Tito Flavio Vespasiano minore, il futuro imperatore Tito e figlio del generale Tito Flavio Vespasiano (anche lui futuro imperatore con il nome di Vespasiano), rimasto da poco vedovo. Questo matrimonio fu dovuto al legame tra Sorano, padre o zio di Furnilla, e Vespasiano, il padre di Tito. Nel 64 Furnilla dette alla luce una figlia Flavia, che aveva una sorella maggiore nata dal primo matrimonio del padre, Giulia. L'amicizia tra Vespasiano e Sorano, però, fu presto sciolta e Tito e Furnilla furono costretti al divorzio nel 65, poiché la famiglia di lei era caduta in disgrazia a causa del coinvolgimento nella congiura di Pisone.